# 8. јун
8. јун (8.6.) је 159. дан године по грегоријанском календару (160. у преступној години). До краја године има још 206 дана.

## Догађаји
- 1775 — Британске снаге су поразиле Континенталну војску у бици код Троа Ривјера, последњој великој бици вођеној на територији Квебека, која је била део инвазије америчких колониста на Квебек.
- 1871 — Аустроугарски цар Франц Јозеф I објавио одлуку о укидању Војне крајине. Одлука спроведена 1873. Крајина била аустријски гранични појас према Турској, по успостављању Аустроугарске монархије. По увођењу опште војне обавезе изгубила војни значај.
- 1883 — Француска успоставила контролу над Тунисом, својим протекторатом од 1881. Тунис стекао независност 1956.
- 1922 — Принцеза Марија Хоенцолерн-Зигмаринген се удала за краља Александара I Карађорђевића.
- 1929 — Маргарет Бондфилд постављена за министра рада, као прва жена у влади у историји Уједињеног Краљевства.
- 1940 — Немачке крстарице Шарнхорст и Гнајзенау у Другом светском рату потопиле британски носач авиона Глоријус и разараче Ардент и Акаста. Погинуло више од 1.500 људи.
- 1941 — Британске снаге и јединице Слободне Француске у Другом светском рату извршиле инвазију на Сирију да би спречиле оснивање база Сила Осовине.
- 1942 — Јапанске подморнице у Другом светском рату бомбардовале највећи аустралијски град Сиднеј.
- 1965 — Армија САД у Јужном Вијетнаму добила овлашћење да предузима офанзивне операције.
- 1972 — Фотограф Асошијетед преса Ник Ут је снимио слику награђену Пулицеровом награду на којој гола деветогодишња Фан Ти Ким Фук трчи по путу након што је изгорела после напада напалмом.
- 1986 — Упркос оптужбама да је као нацистички официр у Другом светском рату одговоран за злочине у Југославији и Грчкој, бивши генерални секретар УН Курт Валдхајм изабран за председника Аустрије. Бојкотовао га готово цео свет.
- 1989 — Поморски археолог др Роберт Балард лоцирао је олупину немачког бојног брода Бизмарк.
- 1995 — Група америчких маринаца успешно окончала акцију спасавања капетана Скота О'Грејдија, чији је авион F-16 шест дана раније у северозападној Босни успешно оборила Војска Републике Српске.
- 2001 —
  - Бриселски суд прогласио кривим и затражио доживотну робију за четири особе, међу њима две опатице, због злочина у Руанди. Савет министара Руанде у децембру саопштио да је у тој земљи 1994. убијено више од милион људи.
  - У једној школи у Икеди, у Јапану, душевно поремећен човек ножем усмртио осам ученика, а 15 наставника и ученика ранио.
- 2004 — Председник Кине Ху Ђинтао допутовао у посету Пољској, прву посету неког шефа кинеске државе Варшави после 55 година.
- 2021 — Жалбено веће Механизма за кривичне судове у Хагу осудило је генерала Ратка Младића на доживотан затвор.
- 2024 — У Београду одржан је први Свесрпски сабор. Неколико десетина институција Републике Србије и Републике Српске потписало је документа о сарадњи, као и Декларацију о заштити националних и политичких права и заједничкој будућности српског народа.[1]

## Рођења
- 1810 — Роберт Шуман, немачки композитор. (прем. 1856)[2]
- 1867 — Френк Лојд Рајт, амерички архитекта. (прем. 1959)[3]
- 1908 — Лео Лемешић, хрватски фудбалер, фудбалски тренер и судија. (прем. 1978)[4]
- 1916 — Франсис Крик, енглески молекуларни биолог, биофизичар и неуро научник, добитник Нобелове награде за физиологију или медицину (1962). (прем. 2004)[5]
- 1921 — Алексис Смит, америчка глумица и певачица. (прем. 1993)[6]
- 1927 — Џери Стилер, амерички глумац, комичар и писац. (прем. 2020)[7]
- 1931 — Иван В. Лалић, српски песник, есејиста и преводилац. (прем. 1996)[8]
- 1933 — Џоун Риверс, америчка комичарка, глумица, списатељица, продуценткиња и ТВ водитељка. (прем. 2014)[9]
- 1936 — Кенет Г. Вилсон, амерички теоријски физичар, добитник Нобелове награде за физику (1982). (прем. 2013)[10]
- 1940 — Ненси Синатра, америчка музичарка и глумица.[11]
- 1951 — Бони Тајлер, велшка певачица.[12]
- 1953 — Иво Санадер, хрватски политичар, 8. премијер Хрватске.[13]
- 1961 — Алка Вуица, хрватска певачица, глумица, новинарка и ТВ водитељка.[14]
- 1965 — Френк Грило, амерички глумац.[15]
- 1968 — Иван Гавриловић, српски певач.[16]
- 1971 — Крис Естес, амерички музичар, најпознатији као басиста групе King Diamond.
- 1971 — Марк Фојерстин, амерички глумац, редитељ, сценариста и продуцент.[17]
- 1973 — Стипе Дрвиш, хрватски боксер.
- 1973 — Луција Шербеџија, хрватска глумица и модел.[18]
- 1976 — Линдси Давенпорт, америчка тенисерка.[19]
- 1977 — Канје Вест, амерички музичар, музички продуцент, модни дизајнер и предузетник.[20]
- 1978 — Стерџил Симпсон, амерички музичар и глумац.[21]
- 1981 — Данијеле Сантарели, италијански одбојкашки тренер.[22]
- 1982 — Нађа Петрова, руска тенисерка.[23]
- 1983 — Ким Клајстерс, белгијска тенисерка.[24]
- 1984 — Миа Борисављевић, српска певачица.[25]
- 1984 — Хавијер Маскерано, аргентински фудбалер.[26]
- 1987 — Саманта Сејнт, америчка порнографска глумица.[27]
- 1989 — Тимеа Бачински, швајцарска тенисерка.[28]
- 1989 — Урош Луковић, српски кошаркаш.[29]
- 1990 — Сања Малагурски, српска одбојкашица.[30]
- 1996 — Ива Илинчић, српска глумица.[31]
- 1997 — Страхиња Крстевски, македонски фудбалер.[32]
- 1997 — Јелена Остапенко, летонска тенисерка.[33]

## Смрти
- 632 — Мухамед, оснивач ислама. (рођ. 570)[34]
- 1809 — Томас Пејн, енглески политичар и писац. (рођ. 1737)[35]
- 1876 — Жорж Санд, француска књижевница. (рођ. 1804)[36]
- 1943 — Михаило Петровић Алас, професор математике на Београдском универзитету. (рођ. 1868)[37]
- 1944 — Милица Павловић Дара, народни херој Југославије. (рођ. 1915).[38]
- 1973 — Георг Бохман, немачки SS-Oberführer. (рођ. 1913)
- 1993 — Рене Буске, шеф француске полиције за време нацизма. (рођ. 1909)
- 1998 — Сани Абача, нигеријски генерал. (рођ. 1943)[39]
- 2008 — Шабан Бајрамовић, српски ромски певач и композитор. (рођ. 1936)
- 2018 — Јунис Гејсон, британска глумица (рођ. 1928)[40]

## Празници и дани сећања
- Међународни празници
  - Светски дан океана
- Српска православна црква слави:
  - Светог апостола Карпа
  - Светог апостола Алфеја
  - Преподобног Јована Психаита
  - Светог новомученика Александра Солунског